# Воєводін В'ячеслав Васильович
В'ячесла́в Васи́льович Воєво́дін (нар. 13 листопада 1938, Дебальцеве — пом. 1 серпня 2009, Донецьк) — український баяніст, диригент, педагог, член-кореспондент Національної академії мистецтв України (2001), заслужений артист України (1993), народний артист України (2001).

## Життєпис
1961 — закінчив Київську консерваторію (клас М. М. Геліса).
1961—1971 — викладач Львівської консерваторії.
Від 1971 — викладач Донецького музично-педагогічного інституту, від 1991 — професор Донецької консерваторії імені Сергія Прокоф'єва, від 1997 — ректор цього вишу, завідувач кафедрою оркестрового диригування, керівник оркестру народних інструментів.
2000 — був засновником і художнім керівником конкурсу молодих виконавців «Солов'їний ярмарок» імені Анатолія Солов'яненка.
2000 — на базі Луганського коледжу культури і мистецтв заснував Конкурс молодих виконавців імені династії Воєводіних.
2004 — випустив компакт-диск «Диригує В'ячеслав Воєводін».
1999—2005 — головний редактор збірника наукових статей «Музичне мистецтво» (у 5-ти випусках, Донецьк).
Автор інструментовок і перекладень для оркестру народних інструментів. З цим оркестром підготував 26 концертних програм (12 компакт-дисків, 16 записів для фонду радіо).

## Наукові звання
- 1991 — професор
- 1999 — академік Петровської Академії наук і мистецтв (Санкт-Петербург)
- 2001 — член-кореспондент Національної академії мистецтв України

## Визнання
- 1957 — Лауреат 1-ї премії Міжнародного конкурсу виконавців (Москва)
- 1996 — Премія ім. С. Прокоф'єва
- 2001 — народний артист України

## Праці
- Метод аналізу в процесі виховання баяніста. К., 1985
- Поліфонія і її роль у розвитку музичного мислення виконавця. К., 1987
- Нотатки диригента студентського оркестру народних інструментів. К., 1988
- Посібник для диригента студентського оркестру народних інструментів. К., 2003
- Педагогічні умови становлення творчого потенціалу майбутніх музикантів-виконавців в оркестровому класі: автореф. дис. на здоб. наук. ступ. канд. пед. наук : 13.00.02 — теорія та методика навчання (музика і музичне виховання) / Воєводін В'ячеслав Васильович ; Київський університет культури і мистецтв. — К., 2007[3]